# Сэннититэ
Сэннититэ (яп. 千日手 «ходы тысячу дней») — ситуация в сёги, когда позиция полностью повторяется 4 раза подряд. При наступлении 4-го повтора партия считается несостоявшейся (но ни в коем случае не ничьей), и переигрывается с переменой цвета и оставшимся у каждого из игроков временем (в профессиональных сёги, если при сэннититэ у кого-либо из игроков остаётся менее 1 часа времени, ему дают на переигрывание основное время в 1 час.).
Сэннититэ происходит, когда одна и та же последовательность ходов повторяется добровольно, из-за того, что каждый из игроков проиграет или получит позицию хуже, если сделает какой-нибудь другой ход в повторяемой серии.
Но если повторы происходили в результате непрерывной серии шахов (см. далее), то после третьего повторения позиции шахующий игрок обязан изменить свои ходы, иначе (то есть если позиция повторится в 4-й раз) ему засчитывается поражение.

## Частота
Частота сэннититэ в профессиональных сёги составляет около 1 %, причём в последние десятилетия, в связи с развитием атакующих техник, она имеет тенденцию к снижению. Так, за 30 сезонов титульных матчей мэйдзин 1983—2012 годов на 175 финальных партий сэннититэ происходило лишь 1 раз, в то время как за предыдущий 30-летний период сэннититэ происходило 4 раза.
В любительских сёги, в силу менее сбалансированной игры, сэннититэ происходит ещё реже.

## Примеры
Чаще всего сэннититэ происходит:

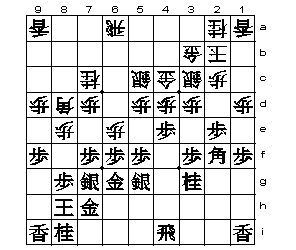
Диа.1. Известное сэннититэ
в конце дзёсэки «ягура»

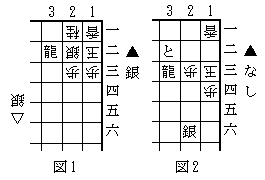
Диа.2. Сэннититэ в ёсэ и вечный шах

1. В конце дебюта, когда создаётся равновесная позиция, в которой каждой из сторон невыгодно атаковать, а потенциал развития уже исчерпан (см. диа.1).
2. В ёсэ, когда возможна циклическая нешаховая атака на короля, каждый ход которой — наилучший (см. диа.2.1).

Пояснения.
Из теории известно, что в позиции на диаграмме 1 ни одной из сторон не выгодно делать взятие столкнувшимися пешками. Потенциал развития тут исчерпан, поэтому в данной ситуации чёрные играют R4g..R4i..R4g..R4i…, вызывая сэннититэ.
На диаграмме 2.1 наилучшая атака — создание цумэро (угрозы цумэ) сбросом S’3a, что ведёт к сэннититэ S’3a S’3c Sx2b+ Sx S’3a….

## Вечный шах
Запрещён ход, создающий в четвёртый раз подряд одну и ту же позицию, которая уже возникала в данной игре, если игрок, делающий этот ход, наносил непрерывно шахи с момента первого возникновения данной позиции. Тут, как и в определении сэннититэ, под совпадением позиций понимается полное совпадение:
1. Расположения всех фигур на доске,
2. Наборов фигур в руке у обоих игроков, и
3. Очереди хода.

При этом неважно, началось ли повторение позиций с хода шахующего игрока, или с хода его оппонента.
Пример:
На диа. 2.2 возможен вечный шах: +R2b K2d +R3c K1c +R2b K2d…. После третьего повторения чёрные обязаны будут изменить свои ходы, сделав нешаховый ход. Если, при этом, их король был в хисси, то они проиграют.

## Изменение в правилах NSR
С сэннититэ связано небольшое уточнение правил NSR, произошедшее в мае 1983 года, когда в определении сэннититэ слова «та же последовательность ходов трижды» были заменены на слова «та же позиция четырежды». Замена упростила понятие сэннититэ, ибо при старой формулировке были возможны случаи, когда позиции повторяются очень долго, но ходы при этом циклов не создают.
В 1997 году Кодзи Нуида (яп. 縫田光司 Нуида Ко:дзи) составил 69-ходовую цумэ-сёги, в процессе решения которой возникает логическое противоречие между правилами сэннититэ и утифудзумэ, разрешение которого зависит от интерпретации правил. Японская ассоциация сёги никаких заявлений о том, как следует интерпретировать правила в данном экзотическом случае, не делала.